# میمون‌های پنجه‌ای
میمون‌های پنجه‌ای (نام علمی: Callitrichidae) نام یک تیره از راسته نخستی‌سانان است.

## گونه ها
- خانواده Callitrichidae
  - سرده مارموست کوتوله
    - مارموست کوتوله, Cebuella pygmaea

  - سرده  Callibella 
    - Roosmalens' dwarf marmoset, Callibella humilis

  - سرده Mico
    - مارموست نقره‌ای, Mico argentatus
    - مارموست سفید, Mico leucippe
    - مارموست دم‌سیاه, Mico melanurus
    - Hershkovitz's marmoset, Mico intermedius
    - مارموست امیلیا, Mico emiliae
    - مارموست سرسیاه, Mico nigriceps
    - مارموست مارکا, Mico marcai
    - Santarem marmoset, Mico humeralifer
    - مارموست سفید و طلائی, Mico chrysoleucus
    - Maués marmoset, Mico mauesi
    - Satéré marmoset, Mico saterei
    - Manicoré marmoset, Mico manicorensis
    - Rio Acarí marmoset, Mico acariensis
    - مارموست روندون, Mico rondoni

  - سرده مارموست
    - مارموست معمولی, Callithrix jacchus
    - مارموست کاکل‌سیاه, Callithrix penicillata
    - مارموست وید, Callithrix kuhlii
    - مارموست سرسفید, Callithrix geoffroyi
    - مارموست کاکل‌نخودی, Callithrix aurita
    - مارموست سرنخودی, Callithrix flaviceps

  - سرده Callimico
    - Goeldi's marmoset, Callimico goeldii

  - سرده تامارین
    - Black-mantled tamarin, Saguinus nigricollis
    - تامارین ران قهوه ای, Saguinus fuscicollis
    - White-mantled tamarin, Saguinus melanoleucus
    - تامارین جلوطلایی, Saguinus tripartitus
    - Moustached tamarin, Saguinus mystax
    - تامارین لب‌سفید, Saguinus labiatus
    - تامارین امپراطور, Saguinus imperator
    - تامارین دست قرمز, Saguinus midas
    - Black tamarin, Saguinus niger
    - Mottle-faced tamarin, Saguinus inustus
    - تامارین ابلغ, Saguinus bicolor
    - Martins's tamarin, Saguinus martinsi
    - تامارین پاسفید, Saguinus leucopus
    - تامارین کلاه‌پنبه‌ای, Saguinus oedipus
    - تامارین جفری, Saguinus geoffroyi

  - سرده  Leontopithecus 
    - تامارین شیری طلایی, Leontopithecus rosalia
    - تامارین شیری سرطلایی, Leontopithecus chrysomelas
    - تامارین شیری سیاه, Leontopithecus chrysopygus
    - تامارین شیری ناگوئی, Leontopithecus caissara